# Dioplosaure
El dioplosaure (Dyoplosaurus, "llangardaix doblement blindat") és un gènere de dinosaure ancilosàurid que va viure al Cretaci superior. Les seves restes fòssils s'han trobat a Alberta, Canadà. Va ser anomenat per William A. Parks l'any 1924.